# Campionat del Món de billar artístic
El Campionat del Món de billar artístic és un torneig professional de billar artístic, organitzat a intervals irregulars des de 1937. És organitzat per la Union Mondiale de Billard (UMB) i la Confédération International de Billard Artistique (CIBA).
Inicialment va rebre el nom de Concours International de Fantasie Classique, que es disputà fins a la Segona Guerra Mundial.

## Historial
Font:
| Concours International de Fantasie Classique | Concours International de Fantasie Classique | Concours International de Fantasie Classique | Concours International de Fantasie Classique | Concours International de Fantasie Classique | Concours International de Fantasie Classique | Concours International de Fantasie Classique |
| Num.                                         | Any                                          | Seu                                          | Campió                                       | P. / %                                       | Finalista                                    | P. / %                                       |
| -------------------------------------------- | -------------------------------------------- | -------------------------------------------- | -------------------------------------------- | -------------------------------------------- | -------------------------------------------- | -------------------------------------------- |
| 01                                           | 1931                                         | Vichèi                                       | Alfredo Ferraz                               | 0,156 %                                      | Edmond Soussa                                | 0,129 %                                      |
| 02                                           | 1932                                         | Lilla                                        | Armand Martínez Sagi                         | 093                                          | Edmond Soussa                                | 084                                          |
| 03                                           | 1933                                         | Lilla                                        | Jean Albert                                  | 106                                          | Claudi Puigvert                              | 076                                          |
| 04                                           | 1934                                         | París                                        | Jean Albert                                  | 157                                          | Richard Kron                                 | 133                                          |
| 05                                           | 1935                                         | Lilla                                        | Jean Albert                                  | 215                                          | Jacques Davin                                | 129                                          |
| 06                                           | 1936                                         | París                                        | Richard Kron                                 | 167                                          | Armand Martínez Sagi                         | 148                                          |
| Campionat del Món<                           |                                              |                                              |                                              |                                              |                                              |                                              |
| Num.                                         | Any                                          | Seu                                          | Campió                                       | P. / %                                       | Finalista                                    | P. / %                                       |
| 01                                           | 1937                                         | París                                        | August Tiedtke                               | 216                                          | Richard Kron                                 | 215                                          |
| 02                                           | 1939                                         | Marsella                                     | René Vingerhoedt                             | 196                                          | M. van de Kerckhove                          | 189                                          |
| 03                                           | 1957                                         | Múrcia                                       | Joaquim Domingo                              | 263                                          | Roger de Becker                              | 236                                          |
| 04                                           | 1963                                         | Lió                                          | Joaquim Domingo                              | 304                                          | Raymond Steylaerts                           | 300                                          |
| 05                                           | 1966                                         | Madrid                                       | Joaquim Domingo                              | 241                                          | Carlos Tosi                                  | 214                                          |
| 06                                           | 1970                                         | La Plata                                     | Raymond Steylaerts                           | 223                                          | Carlos Tosi                                  | 174                                          |
| 07                                           | 1972                                         | Deurne                                       | Léo Corin                                    | 260                                          | Claudi Nadal                                 | 255                                          |
| 08                                           | 1973                                         | Lió                                          | Léo Corin                                    | 262                                          | Ricard Fernández                             | 240                                          |
| 09                                           | 1974                                         | Sint-Niklaas                                 | Ricard Fernández                             | 254                                          | Florent de Jonghe                            | 205                                          |
| 10                                           | 1975                                         | Mol                                          | Léo Corin                                    | 259                                          | Valentí Almerich                             | 223                                          |
| 11                                           | 1979                                         | Den Haag                                     | Raymond Steylaerts                           | 311                                          | Ricard Fernández                             | 292                                          |
| 12                                           | 1980                                         | Maubeuge                                     | Raymond Steylaerts                           | 283                                          | Léo Corin                                    | 283                                          |
| 13                                           | 1983                                         | Maur                                         | Léo Corin                                    | 330                                          | Ricard Fernández                             | 293                                          |
| 14                                           | 1984                                         | Heeswijk-Dinther                             | Raymond Steylaerts                           | 355                                          | Jean Bessems                                 | 317                                          |
| 15                                           | 1985                                         | Sluis                                        | Jean Bessems                                 | 305                                          | Francis Connesson                            | 279                                          |
| 16                                           | 1986                                         | Acapulco                                     | Raymond Steylaerts                           | 294                                          | Tadashi Mashida                              | 265                                          |
| 17                                           | 1987                                         | Mönchengladbach                              | Raymond Steylaerts                           | 348                                          | Jean Reverchon                               | 312                                          |
| 18                                           | 1988                                         | Stockerau                                    | Jean Bessems                                 | 354                                          | Léo Corin                                    | 320                                          |
| 19                                           | 1990                                         | Barcelona                                    | Jean Reverchon                               | 303                                          | Roberto Rojas                                | 284                                          |
| 20                                           | 1991                                         | Bad Bergzabern                               | Frans Belderbos                              | 67,85 %                                      | Madou Touré                                  | 67,16 %                                      |
| 21                                           | 1992                                         | Epernay                                      | Jean Reverchon                               | 374                                          | Xavier Fonellosa                             | 364                                          |
| 22                                           | 1993                                         | Grubbenvorst                                 | Xavier Fonellosa                             | 70,27 %                                      | Thomas Ahrens                                | 74,92 %                                      |
| 23                                           | 1995                                         | Saragossa                                    | Xavier Fonellosa                             | 74,13 %                                      | Jean Reverchon                               | 75,41 %                                      |
| 24                                           | 1996                                         | Pithiviers                                   | Jean Reverchon                               | 370                                          | Xavier Fonellosa                             | 341                                          |
| 25                                           | 2002                                         | Faches-Thumesnil                             | Roberto Rojas                                | 77,34 %                                      | Thomas Ahrens                                | 73,95 %                                      |
| 26                                           | 2006                                         | Amsterdam                                    | Sander Jonen                                 | 67,22 %                                      | Walter Bax                                   | 73,71 %                                      |
| 27                                           | 2008                                         | Schelle                                      | Haci Arap Yaman                              | 75,41 %                                      | Xavier Fonellosa                             | 64,68 %                                      |
| 28                                           | 2009                                         | Kastamonu                                    | Eric Daelman                                 | 68,21 %                                      | Haci Arap Yaman                              | 66,91 %                                      |
| 29                                           | 2011                                         | Florange                                     | Sander Jonen                                 | 73,22 %                                      | Bernd Singer                                 | 65,10 %                                      |
| 30                                           | 2012                                         | Samsun                                       | Serdar Gümüş                                 | 63,53 %                                      | Erik Vijverberg                              | 63,58 %                                      |